# Joven para morir
Joven para morir is een album van Ángeles del Infierno.

## Inhoud
1. Joven para morir
2. No quiero vivir sin ti
3. Loco de atar
4. Lo tomas o lo dejas
5. Pensando en ti
6. No te dejes vencer
7. Todo lo que quiero
8. Vivo libre
9. No hay tiempo
10. Prohibidos cuentos